# Gholamali Soleimani
Gholamali Soleimani est un entrepreneur iranien, né le 25 mai 1946 à Amol. Il est le fondateur du Solico Groupe, qui détient notamment l'entreprise laitière Kalleh. Le siège du groupe est basé à Dubai et détient des bureaux à Francfort, Moscou et Los Angeles.
Selon Euromonitor, Kalleh est placé 48e entreprise agro-alimentaire mondiale ayant un chiffre d'affaires de plus d'un milliard de dollars.
Concernant les autres entreprises du groupe Solico, on peut citer des entreprises produisant; des boissons, des produits à base viande, des plats surgelés, chocolat et desserts, sauces. Au total le groupe détient un portfolio de plus de 1 800 produits différents.